# Ръждивогърбо врабче
Ръждивогърбо врабче (Passer iagoensis) е вид птица от семейство Врабчови (Passeridae).

## Разпространение
Видът е разпространен в Кабо Верде.